# ديرك بروير
ديرك بروير (بالهولندية: Dirk Brouwer)‏ (و. 1902 – 1966 م) هو عالم فلك، من مملكة هولندا، ولد في روتردام، وكان عضوًا في الأكاديمية الوطنية للعلوم، والأكاديمية الأمريكية للفنون والعلوم، توفي في نيو هيفن، كونيتيكت، عن عمر يناهز 64 عاماً.

## التعليم
تعلم في جامعة ليدن.

## مناصب وهيئات
أدار جامعة ييل.

## جوائز
حصل على جوائز منها:
- وسام بروس (1966)
- الميدالية الذهبية للجمعية الفلكية الملكية (1955).